# Yann M’Vila
Yann M'Vila (Amiens, Franciaország, 1990. június 29. –) francia labdarúgó,  középpályás. A francia válogatott tagjaként ott volt a 2012-es Európa-bajnokságon. Öccse, Yohan M'Vila szintén labdarúgó.

## Pályafutása

### Rennes
M'Vila több csapat ifiakadémiáját is megjárta, mielőtt 2004 októberében a Rennes-hez került volna. 2007. augusztus 11-én megkapta első profi szerződését, és felkerült a tartalék csapathoz. A 2008–09-es szezonban került be az első csapat keretébe. Ebben az idényben azonban még nem mutatkozhatott be a profik között, mivel egy kisebb műtétet kellett végrehajtani az egyik lábujján, és a csapat menedzsere, Guy Lacombe is úgy látta, nem megfelelő a hozzáállása, hogy az első csapatban játsszon. A következő évad elején, 2009. augusztus 13-án új edző, Frédéric Antonetti érkezett a csapathoz. Két héttel később, a Nice ellen M'Vila bemutatkozhatott a felnőtt csapatban. A következő fordulóban, a Marseille ellen már kezdőként kapott lehetőséget. Egy héttel később megkapta első piros lapján, a Lens ellen.
2010. augusztus 27-én meghosszabbította a szerződését a klubbal 2014-ig. Jó teljesítménye miatt a Real Madriddal és Liverpoollal is szóba hozták, de a Rennes-nél maradt. 2011. január 9-én, egy AS Cannes elleni kupameccsen megszerezte első gólját. Egy héttel később, az Arles-Avignon ellen a bajnokságban is betalált. 2011. július 28-án az Európa-ligában is lejátszotta első meccsét, az SZK Olimpi Rusztavi ellen. Szeptember 15-én, Nancy ellen megkapta a csapatkapitányi karszalagot. 2012. április 11-én a Rennes kiesett a kupából a félprofi US Quevilly ellen. M'Vilt gyenge teljesítménye miatt kifütyülték csapata szurkolói.

## A válogatottban
M'Vila 2010. augusztus 11-én, Norvégia ellen mutatkozott be a francia válogatottban. 2011. szeptember 2-án, egy Albánia elleni Eb-selejtezőn megszerezte első gólját. Bekerült a 2012-es Európa-bajnokságra utazó keretbe, de az angolok elleni első csoportmeccsen bokasérülés miatt kihagyta. Az Ukrajna elleni mérkőzésen már a pályán volt.

## Statisztika

### Klubcsapatokban
| Klub                     | Szezon           | Bajnokság        | Bajnokság | Bajnokság | Kupa  | Kupa  | Ligakupa | Ligakupa | Nemzetközi | Nemzetközi | Összes | Összes |
| Klub                     | Szezon           | Liga             | Mérk.     | Gólok     | Mérk. | Gólok | Mérk.    | Gólok    | Mérk.      | Gólok      | Mérk.  | Gólok  |
| ------------------------ | ---------------- | ---------------- | --------- | --------- | ----- | ----- | -------- | -------- | ---------- | ---------- | ------ | ------ |
| Rennes                   | 2009–10          | Ligue 1          | 35        | 0         | 3     | 0     | 1        | 0        | —          | —          | 39     | 0      |
| Rennes                   | 2010–11          | Ligue 1          | 37        | 2         | 3     | 1     | 1        | 0        | —          | —          | 41     | 3      |
| Rennes                   | 2011–12          | Ligue 1          | 38        | 0         | 5     | 0     | 0        | 0        | 7          | 1          | 50     | 1      |
| Rennes                   | 2012–13          | Ligue 1          | 16        | 0         | 1     | 0     | 3        | 0        | —          | —          | 20     | 0      |
| Rennes                   | Összesen         | Összesen         | 126       | 2         | 12    | 1     | 5        | 0        | 7          | 1          | 150    | 4      |
| Rubin Kazany             | 2012–13          | Premjer-Liga     | 5         | 0         | 0     | 0     | —        | —        | 0          | 0          | 5      | 0      |
| Rubin Kazany             | 2013–14          | Premjer-Liga     | 19        | 0         | 0     | 0     | —        | —        | 13         | 0          | 32     | 0      |
| Rubin Kazany             | 2016–17          | Premjer-Liga     | 21        | 1         | 2     | 0     | —        | —        | —          | —          | 23     | 1      |
| Rubin Kazany             | 2017–18          | Premjer-Liga     | 19        | 2         | 1     | 0     | —        | —        | —          | —          | 20     | 2      |
| Rubin Kazany             | Összesen         | Összesen         | 64        | 3         | 3     | 0     | 0        | 0        | 13         | 0          | 80     | 3      |
| Inter Milan (kölcsönben) | 2014–15          | Serie A          | 8         | 0         | 0     | 0     | —        | —        | 6          | 0          | 14     | 0      |
| Sunderland (kölcsönben)  | 2015–16          | Premier League   | 37        | 1         | 1     | 0     | 2        | 0        | —          | —          | 40     | 1      |
| Saint-Étienne            | 2017–18          | Ligue 1          | 17        | 0         | 0     | 0     | —        | —        | —          | —          | 17     | 0      |
| Saint-Étienne            | 2018–19          | Ligue 1          | 37        | 0         | 2     | 0     | 1        | 0        | —          | —          | 40     | 0      |
| Saint-Étienne            | 2019–20          | Ligue 1          | 23        | 0         | 4     | 0     | 1        | 0        | 5          | 0          | 33     | 0      |
| Saint-Étienne            | 2020–21          | Ligue 1          | 1         | 0         | 0     | 0     | —        | —        | —          | —          | 1      | 0      |
| Saint-Étienne            | Összesen         | Összesen         | 78        | 0         | 6     | 0     | 2        | 0        | 5          | 0          | 91     | 0      |
| Olimbiakósz              | 2020–21          | Görög Szuperliga | 33        | 4         | 5     | 1     | —        | —        | 12         | 1          | 50     | 6      |
| Olimbiakósz              | 2021–22          | Görög Szuperliga | 31        | 1         | 3     | 0     | —        | —        | 11         | 1          | 45     | 2      |
| Olimbiakósz              | 2022–23          | Görög Szuperliga | 31        | 0         | 4     | 0     | —        | —        | 11         | 0          | 46     | 0      |
| Olimbiakósz              | Összesen         | Összesen         | 95        | 5         | 12    | 1     | —        | —        | 34         | 2          | 141    | 8      |
| Karrier összesen         | Karrier összesen | Karrier összesen | 408       | 11        | 34    | 2     | 9        | 0        | 65         | 3          | 515    | 16     |

Jegyzetek
1. ↑  Tartalmazza: Coupe de France, Orosz Kupa, FA-kupa, Görög Kupa
2. ↑  Tartalmazza: Coupe de la Ligue, Angol Ligakupa
3. 1 2 3 4  Mérkőzése(i) az Európa Ligában
4. ↑  Mérkőzése(i) a Bajnokok Ligájában: (nyolc mérkőzés) és az Európa Ligában: (négy mérkőzés; egy gól)
5. ↑  Mérkőzése(i) a Bajnokok Ligájában: (két mérkőzés; egy gól) és az Európa Ligában: (kilenc mérkőzés)
6. ↑  Mérkőzése(i) a Bajnokok Ligájában: (két mérkőzés) és az Európa Ligában: (kilenc mérkőzés)

### A válogatottban
| Franciaország | Franciaország | Franciaország |
| Év            | Mérk.         | Gólok         |
| ------------- | ------------- | ------------- |
| 2010          | 5             | 0             |
| 2011          | 12            | 1             |
| 2012          | 5             | 0             |
| Összesen      | 22            | 1             |

#### Góljai a francia válogatottban
| #  | Dátum               | Ellenfél | Eredmény | Kiírás       | Esemény |
| -- | ------------------- | -------- | -------- | ------------ | ------- |
| 1. | 2011. szeptember 2. | Albánia  | 2 – 1    | Eb-selejtező | 18'     |

## Magánélete
M'Vila édesapja, Jean-Elvis 1983-ban költözött át a Kongói Köztársaságból Franciaországba, ahol 13 évig volt labdarúgó. Később rendőrként dolgozott, jelenleg pedig kohászattal foglalkozik. M'Vilának három testvére van, öccse, Yohan a Dijon játékosa.

## Sikerei, díjai
Stade Rennais U19
- Coupe Gambardella: 2007–08

 Saint-Étienne
- Francia Kupa ezüstérmes: 2019–20

 Olimbiakósz
- Görög bajnok: 2020–21, 2021–22
- Görög Kupa ezüstérmes: 2020–21

Egyéni
- UNFP Ligue 1 Az év csapata: 2010–11
- Görög Szuperliga év csapata: 2020–21, 2021–22

## Fordítás
- Ez a szócikk részben vagy egészben  a   Yann M'Vila című angol Wikipédia-szócikk fordításán alapul.  Az eredeti cikk szerkesztőit annak laptörténete sorolja fel. Ez a jelzés csupán a megfogalmazás eredetét és a szerzői jogokat jelzi, nem szolgál a cikkben szereplő információk forrásmegjelöléseként.